# Colonización de Mercurio
Mercurio fue sugerido como un posible blanco para la colonización espacial del sistema solar interior, junto con Marte, la Luna, y el cinturón de asteroides. Estas colonias estarían obligadas a permanecer en las regiones polares debido a las altas temperaturas que registra el planeta durante las horas del día, aunque incursiones en otras partes del planeta serían factibles utilizando equipos apropiados, traspasando el terminador ligeramente cuyas características se aproximarían a las polares o durante la noche.

## Ventajas

### Similitud con la Luna
Como la Luna, Mercurio no tiene una atmósfera significativa, está relativamente cercano al Sol, realiza revoluciones lentas con una pequeña inclinación de su eje. Por esta similitud, varios creen que la colonización de Mercurio podría ser llevada a cabo con la misma tecnología y equipamiento necesarios para la colonización de la Luna.

### Hielo en cráteres polares

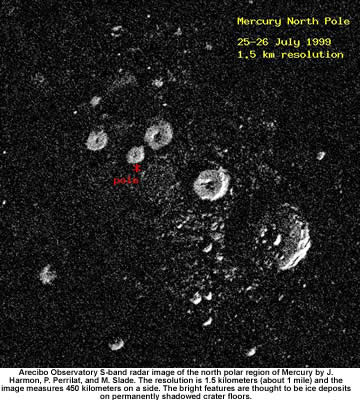
Imagen radar del polo norte de Mercurio.

A pesar de su cercanía al Sol, la existencia de depósitos de hielo en las áreas polares de Mercurio es una teoría, lo que los convertiría en la mejor elección para un asentamiento humano. Las áreas polares además no sufrirían la extrema variación de la temperatura entre el día y la noche, a la cual está expuesta el resto de la superficie de Mercurio.

### Energía solar
Al ser el planeta más cercano al Sol, Mercurio tiene una vasta cantidad de los recursos energéticos del Sol. El Sol desde Mercurio es 11 veces más brillante que desde la Tierra, su constante solar es de 9.13 kW/m², 6.5 veces la de la Tierra o la Luna. Debido a que la inclinación de su eje de rotación relativo a su órbita es tan baja (aproximadamente 0.01 grados), existe la posibilidad de que existan los denominados picos de luz eterna, similares a aquellos presentes en la Luna. Los puntos altos localizados en los polos del planeta están irradiados continuamente por el Sol. Incluso, aunque no existieran, se podrían construir en torres, o estaciones de recolección situadas alrededor de un polo que podrían ser conectadas en un anillo, asegurando así suministro de energía de modo continuo.

### Recursos de importancia
Existen predicciones que indican que el suelo de Mercurio puede contener grandes cantidades de Helio-3, que podrían convertirse en una importante fuente de energía limpia en la Tierra, y conductor de la futura economía del sistema solar. También, podría haber minerales disponibles para ser extraídos, tal vez para construir estaciones espaciales en una órbita baja en torno al Sol que servirían como establecimientos para actividades con gran intensidad de energía.

### Gravedad considerable
Mercurio es más grande que la Luna (con un diámetro de 4879 km contra 3476 km) y tiene una densidad mayor debido a la gran presencia de hierro. Como resultado, la gravedad en la superficie de Mercurio es de 0.377 g, más del doble que la lunar, de 0.1654 g, y similar a la gravedad en la superficie de Marte. Debido a que hay evidencia de problemas de salud relacionados con la exposición prolongada a la baja gravedad, Mercurio puede ser más atractivo que la Luna para ser habitado a largo plazo.

## Desventajas
La falta de una atmósfera importante, proximidad al Sol, un largo día solar (176 días terrestres) conducen a importantes retos para cualquier futuro asentamiento humano. Fuera de la posibilidad de la existencia de hielo en los polos, es poco probable que los elementos necesarios para la vida existan en el planeta. Todos deberían ser importados. La escasa distancia de Mercurio al Sol hace que la atracción ejercida por el Sol sea mayor, requiriendo un mayor cambio de velocidad que el requerido por otros planetas para viajar hacia y desde Mercurio. Órbitas de asistencia gravitatoria usando a Venus se usaron en el pasado para alcanzar Mercurio.
- Datos: Q1140353